# Posłańcy 2: Na przeklętej ziemi
Posłańcy 2: Na przeklętej ziemi (ang. Messengers 2: The Scarecrow) – angielski thriller z 2009 roku. Jest prequelem filmu Posłańcy. Angielska premiera filmu odbyła się 21 lipca 2009 roku. Film został nakręcony w roku 2008 w Sofii.

## Obsada
- Norman Reedus jako John Rollins
- Heather Stephens jako Mary Rollins
- Claire Holt jako Lindsay Rollins
- Laurence Belcher jako Michael Rollins
- Richard Riehle jako Jude Weatherby
- Darcy Fowers jako Miranda Weatherby
- Randy Erbi Ago jako Randy
- Matthew McNulty jako zastępca Milton
- Michael McCoy jako pan Peterson
- Kalina Green jako Little Girl-Ghost